# Günter Mast
Günter Mast (* 4. Juli 1926 in Braunschweig; † 28. Februar 2011 in Lutterloh) war ein deutscher Manager und Fußballfunktionär.

## Frühes Leben
Mast wuchs in Braunschweig und Wolfenbüttel auf. Sein Vater Wilhelm Mast (1891–1967) wanderte 1936 wegen einer außerehelichen Affäre mit einer jüdischen Frau nach Brasilien aus, während der 10-jährige Günter zusammen mit seinem Bruder bei seiner Mutter in Wolfenbüttel blieb. Nach dem Abitur 1944 am Gymnasium Neue Oberschule und dem Wehrdienst studierte Günter Mast Volkswirtschaftslehre in Hamburg.

## Berufliches Leben
Nach dem Studium war er kurzzeitig für die Finanzabteilung der Braunschweiger Zeitung tätig.
Nachdem er eine Klage im Namen seines Vaters gegen dessen Bruder Curt Mast wegen vorenthaltener Anteile am Unternehmensgewinn überraschend zurückgezogen hatte, trat er 1952 mit 26 Jahren in das Unternehmen seines Onkels ein. Nach einer erfolgreichen Tätigkeit als Geschäftsführer der Mast-Jägermeister AG wurde er 1987 Aufsichtsratsvorsitzender des Unternehmens, dessen bekanntestes Produkt der Kräuterlikör Jägermeister ist. Im Jahr 1997 zog er sich aus dem Unternehmen zurück. Mast hielt nie eine Aktie des Unternehmens.

## Fußball
Bekannt wurde Mast als Sponsor von Eintracht Braunschweig und durch die Jägermeister-Werbung im Profisport und in den Medien. In der Rückrunde der Saison 1972/73 trugen die Spieler der Eintracht erstmals Trikots mit dem Jägermeister-Hubertushirsch und dem -Schriftzug auf der Brust. Dies gilt seitdem als Einführung der Trikotwerbung in der Fußball-Bundesliga. Von 1983 bis 1986 übernahm Mast auch die Präsidentschaft des Vereins. Zwischen 1973 und 1984 steckte er 20 Millionen D-Mark in den Verein. Er schrieb sich überdies die Idee für den bekannten Werbeslogan „Ich trinke Jägermeister, weil...“ zu. Als er 1983 Präsident von Eintracht Braunschweig wurde, kündigte er an, den Verein innerhalb von einigen Tagen schuldenfrei zu machen und eines Tages eine Anzeige mit dem Spruch „Ich trinke ‚Jägermeister‘, weil ich Eintracht Braunschweig schuldenfrei gemacht habe“ veröffentlichen zu wollen. Zum Zeitpunkt seines Amtsantritts hatte der Verein 4,3 Millionen D-Mark Schulden (später teilte er mit, die Schuldensumme habe zu diesem Zeitpunkt 5,7 Millionen D-Mark betragen). Er begann das Präsidentenamt ebenfalls mit dem (schließlich vom Deutschen Fußball-Bund nicht genehmigten) Vorhaben, Eintracht Braunschweig in „FTSV Jägermeister“ beziehungsweise „Sportverein Jägermeister Braunschweig“ umzubenennen. Mast sagte offen, dass wirtschaftliche Gründe hinter seinem Einsatz für Eintracht Braunschweig steckten. „Zeigen Sie mir einen, der soviel kostenlose PR hat wie ich“ […] „Die Eintracht ist jetzt eben eine „Jägermeister“-Filiale“, sagte er kurz nach seinem Amtsantritt. Mast ging gegen die Entscheidung des DFB, Vereinsnamen zu Werbezwecken zu ändern, gerichtlich vor. Im März 1984 erklärte das Landgericht Frankfurt die vom DFB vorgenommene Satzungsänderung für zulässig, womit die von Mast angestoßene Umbenennung in „Sportverein Jägermeister Braunschweig“ nicht gestattet wurde. Innerhalb von zwölf Monaten führte Mast dem Verein über Jägermeister bis Dezember 1984 4,3 Millionen D-Mark zu. Mast ging in Berufung, das Oberlandesgericht Frankfurt entschied im März 1985 zweitinstanzlich ebenfalls gegen die Umbenennung.
Im Juli 1985 stieg Mast mit Jägermeister als Geldgeber beim Fußball-Oberligisten Wolfenbütteler SV ein. Bei seinem Abschied als Präsident von Eintracht Braunschweig im März 1986 sagte Mast, dass seine Aufgabe erfüllt sei, die Schulden des Vereins betrugen zu diesem Zeitpunkt noch 82.000 D-Mark. Im November 1986 entschied der Bundesgerichtshof in Karlsruhe im Rechtsstreit um die angestrebte Namensänderung in letzter Instanz für Eintracht Braunschweig und begründete das mit einem Verfahrensfehlers des DFB. Somit hatte die Eintracht das Recht, Jägermeister in ihren Vereinsnamen aufzunehmen, Mast hatte nach Einschätzung des Hamburger Abendblatts „sein Lebensziel“ erreicht.

## Ruhestand
Mast lebte über 30 Jahre lang auf einem Bauernhof in Lenggries, auch besaß er ein Gut in der Nähe von Celle. Er ging dort neben der Jagd der Holzwirtschaft nach. Er war in zweiter Ehe mit der Tierärztin Irma Schütt-Mast verheiratet, die aus Hannover stammt. Aus seiner ersten Ehe stammen drei Kinder. Günter Mast starb am 28. Februar 2011 im Alter von 84 Jahren an den Folgen eines Schlaganfalls in der Ortschaft Lutterloh der Gemeinde Südheide.